# Phison
Phison Electronics Corporation – tajwańskie przedsiębiorstwo elektroniczne. Zajmuje się projektowaniem i produkcją kontrolerów do układów pamięci flash NAND. Produkty Phison są stosowane w różnych urządzeniach opartych na pamięci flash, takich jak przenośne pamięci USB, karty pamięci i dyski SSD.